# Katholische Aktion
Die Katholische Aktion (kurz KA) ist eine Laienbewegung der katholischen Kirche, die durch Verkündigung des Evangeliums im Laienapostolat im Sinne der katholischen Soziallehre die Gesellschaft und die Kirche mitgestalten will.

## Geschichte und Ziele
Die Ursprünge der Katholischen Aktion liegen im italienischen Laienkatholizismus des 19. Jahrhunderts. Pius X., Papst von August 1903 bis August 1914, war ein großer Förderer der Katholischen Aktion. In seiner Enzyklika Il fermo proposito vom 11. Juni 1905 und in seinem Apostolischen Schreiben Notre Charge Apostolique vom 25. August 1910 legte er die Prinzipien und die Ziele fest und verurteilte den politischen und sozialen Modernismus (siehe Antimodernismus und Antimodernismus-Eid).
Eine kräftige Aufwertung erfuhr die Katholische Aktion mit der Antrittsenzyklika Ubi arcano Dei von Papst Pius XI. am 23. Dezember 1922. Dieser Papst gab ihr einen kirchenrechtlichen Status und förderte die Gründung von Katholischen Aktionen in vielen Ländern. Ihr galt die Enzyklika Non Abbiamo Bisogno vom 29. Juni 1931, deren unmittelbarer Anlass und Zweck es war, die Katholische Aktion gegen die Übergriffe von Benito Mussolini und seiner Gefolgsleute zu verteidigen (siehe unten, Abschnitt „Italien“). Darüber hinaus war diese Enzyklika weltweit bedeutsam, weil sie „die Teilhabe der Laien am hierarchischen Apostolat der Kirche“ ermutigte. Dem Papst ging es darum, die katholischen Laien im öffentlichen Leben zu aktivieren, denn er erkannte, dass der Klerus das kirchliche Apostolat nicht allein verwirklichen konnte. Er beabsichtigte, alle katholischen Laienbewegungen unter einem Dach und unter der Führung der Katholischen Aktion zusammenzufassen. Die Katholische Aktion sollte die katholische Laienbewegung schlechthin sein. So wurde sie zu einer Massenbewegung. Pius XI. wollte die Katholische Aktion zu einer Gegenbewegung zu den damals starken säkularen Bewegungen (Gewerkschaften (Arbeiterbewegung), Sozialisten usw.) machen.
Politisch besonders einflussreich wurde die Katholische Aktion in Brasilien, wo sie am 4. Juli 1937 gegründet wurde und vom Erzbischof von Rio de Janeiro, Kardinal Sebastião Leme da Silveira Cintra, energisch gefördert wurde. Nationalpräses der Ação Católica Brasileira war seit 1947 Hélder Câmara. In fast allen Ländern Lateinamerikas eröffnete die Katholische Aktion den Laien neue Möglichkeiten, sich in der Gesellschaft und in der Kirche zu engagieren.
In Frankreich hat die Katholische Aktion in weiten Bereichen die Aufgaben der Caritas übernommen, besonders in der Versorgung der Ärmsten und Obdachlosen.
In Deutschland blieb die Entfaltung der Katholischen Aktion immer gering, da schon im Zuge der Industrialisierung ein starker Verbandskatholizismus (Piusvereine, Adolph Kolping usw.) entstanden war. Der Kulturkampf im Deutschen Kaiserreich führte zur Bildung einer starken politischen Interessenvertretung der katholischen Bevölkerung durch die Deutsche Zentrumspartei.
Aus heutiger Sicht stellt die Initiative Pius XI. zwar bereits eine Aufwertung des christlichen Laien dar, jedoch wurde erst mit dem II. Vatikanum katholischerseits anerkannt, dass der (gefirmte) Getaufte einen Anteil am allgemeinen Priestertum Christi (= Mittlerschaft zwischen Gott und den Menschen) und mithin ihm eigene Aufgaben hat, die nicht der Weisungsbefugnis der Geistlichkeit unterstehen.
Heute sind wichtige Anliegen die Förderung der Zusammenarbeit christlicher Kirchen, die Unterstützung der Familie und das Evangelium als Frohe Botschaft für jeden einzelnen Christen persönlich erfahrbar zu machen. Politisch übernahm in der Bundesrepublik das Zentralkomitee der deutschen Katholiken Aufgaben, die in anderen Ländern die Katholische Aktion innehatte.
Ein weit intensiveres Apostolat praktizieren in den nachkonziliaren Jahrzehnten jedoch neue geistliche Gemeinschaften, deren größte als Bewegungen international bekannt wurden, insbesondere die Schönstatt-Bewegung (Deutschland), Legion Mariens (Irland), Fokolar-Bewegung (Italien), Comunione e Liberazione (Italien), Gemeinschaft Sant’Egidio (Italien) und der Neokatechumenat (Spanien). Die italienischen Gründungen haben den ehemals sehr starken Einfluss der Azione cattolica vor allem auf die jüngere Generation des katholisch geprägten Bevölkerungsteils in Italien merkbar reduziert. Die Azione cattolica in Italien war von 1943 bis 1994 stark mit der dortigen Christdemokratie verbunden, stärker noch als das Zentralkomitee der deutschen Katholiken in Deutschland.
Einer der bedeutendsten deutschen Vertreter war Erich Klausener, Leiter der Katholischen Aktion in Berlin von 1928 bis 1934, der Kundgebungen gegen antikirchliche Gruppierungen und gegen den Nationalsozialismus organisierte und von ihnen ermordet wurde.

## Bekannte Vertreter
- Christian Friesl
- Walter Greinert
- Margit Hauft
- Erich Klausener
- Nicolò Marini
- Josef Mayr-Nusser
- Gerhard Marschütz
- Eduard Ploier

## Nationale Aktionen

### Deutschland
Eugenio Pacelli, der Apostolische Nuntius in Deutschland, warb auf dem 67. Deutschen Katholikentag 1928 in Magdeburg für die Katholische Aktion, doch ohne nachhaltige Wirkung. Denn die Katholische Aktion erlangte vor allem in denjenigen Ländern Bedeutung, in denen sich das katholische Verbandswesen noch nicht entfaltet hatte. Dort, wo es bereits zahlreiche katholische Verbände gab, wie in Deutschland, blieb „Katholische Aktion“ bloß ein sammelnder Überbegriff, der heute fast nicht mehr in Erscheinung tritt.

### Österreich
Die Katholische Aktion Österreich ist der Dachverband der Gliederungen und diözesanen Katholischen Aktion. Der gewählten Leitung durch Laien wird ein Kleriker als Geistlicher Assistent und ein Referatsbischof zur Seite gestellt.
Die Katholische Aktion beherbergt damit als Dachverband ihre Gliederungen in den Bereichen Kinder, Jugend, Hochschuljugend, Frauen, Männer, Arbeitnehmer und Akademiker:
- Katholische Jungschar Österreich (KJSÖ)
- Katholische Jugend Österreich (ehemals separat: Katholische Arbeiterjugend, Katholische Schülerjugend) (KJÖ)
- Katholische Hochschuljugend Österreichs (dazu gehört: Katholische Hochschulgemeinde) (KHJÖ)
- Katholische Männerbewegung Österreichs (KMBÖ)
- Katholische Frauenbewegung Österreichs (kfbö)
- Katholischer Akademikerverband Österreichs (KAVÖ)
- Katholische Arbeitnehmer/innen Bewegung Österreichs (KABÖ)[7]

Eine Vorgängerorganisation in Österreich war die Zentralstelle aller nichtpolitischen Vereine Österreichs.
Die Katholische Jungschar Österreich und die Katholische Jugend Österreich sind Zweigvereine des kirchlichen wie staatlichen Vereins Katholisches Jugendwerk Österreichs.
Die Katholische Aktion Österreich ist Teil des Katholischen Laienrat Österreichs.

#### KAÖ-Präsidenten
- 2012–2018 Gerda Schaffelhofer[10]
- 2018–2021 Leopold Wimmer[11]
- seit 2021 Ferdinand Kaineder[12]

#### Geistliche Assistenten der KAÖ
- 2012–2022 Paul M. Zulehner[13]

#### Referatsbischöfe für die KAÖ
- bis 2018 Alois Schwarz
- seit 2018 Wilhelm Krautwaschl

#### Generalsekretäre
- 2014–2022 Josef Pumberger
- 2023–2024 Gerhard Koudela
- seit 1. September 2024 Regina Petrik[14]

#### Katholische Aktion der Diözese St. Pölten
In der Diözese St. Pölten wurde 1929 die Katholische Aktion von Bischof Michael Memelauer erstmals gegründet. Nach den Neugründungen der Katholischen Jugend (August 1946), der Katholischen Jungschar (1947) sowie der Katholischen Männerbewegung und der Katholischen Frauenbewegung (1948) fand die konstituierende Sitzung des Diözesanausschusses der KA am 20. September 1950 statt. Damals wurde Kreisgerichtspräsident Anton Scheithauer zum ersten Präsidenten gewählt. 1955 wurde die Katholische Arbeitnehmer-Bewegung gegründet, 1962 der Kath. AkademikerInnenverband und 1963 die Vereinigung Christlicher Unternehmer.
Die Katholische Aktion der Diözese St. Pölten setzt sich aus folgenden Gliederungen zusammen (Stand 2023):
- Katholische Männerbewegung (KMB)
- Katholische Frauenbewegung (KFB)
- Katholische ArbeitnehmerInnen Bewegung (KAB)
- Katholischer AkademikerInnen Verband (KAV)
- Katholische Jugend (KJ)
- Katholische Jungschar (KJS)
- Diözesane Sportgemeinschaft (DSG)

Federführend war die Katholische Aktion der Diözese St. Pölten bei der Diözesansynode 1972 sowie bei den Papstbesuchen in den 1980er Jahren tätig. In diese Zeit fällt die Gründung des „Haus der Frau“ in St. Pölten, welches auf KA-Initiative entstanden ist. Kontakte hinter den eisernen Vorhang prägten die Zeit bis zu den 1990er. Dabei gab es große Unterstützungen für die Menschen der Tschechoslowakei und in Ungarn. Weitere KA-Gründungen waren 1994 „Rainbows – für Kinder in stürmischen Zeiten“ sowie 1998 das „Netzwerk der Solidarität – Hilfe bei Ihrer Arbeitssuche“.
Im Zuge des Bischofdienstes von Kurt Krenn kam es zur Auslagerung etlicher Gliederungen und zu einer Schrumpfung der KA. Krenns Nachfolger Klaus Küng initiierte einen Strukturprozess. So wurde die KA in den Pastoralen Dienste eingegliedert als eigenständiger Bereich namens „Gesellschaftliche Verantwortung/Katholische Aktion“.
2008 übernahm Armin Haiderer die KA St. Pölten als Präsident. Schwerpunkte waren unter anderem die diözesanen Begegnungstage sowie entwicklungs- und gesellschaftspolitische Aktionen. Die KA erwies sich als Vorreiter in Bezug auf das Thema der Schöpfungsverantwortung. Daraus ergaben sich eigene Projekte (Diözesaner Umweltpreis, Theologische Umweltgespräche) sowie Initiativen für die gesamte Diözese (Green Event, Umweltbeauftragter). Die KA organisierte auch die Lange Nacht der Kirchen. Im Zuge der gesellschaftspolitischen Verantwortung gab es zahlreiche Gespräche mit Politikern und Wirtschaftsvertretern. Für großes Aufsehen sorgte hierbei die Gesprächsreihe „Mit der KA im Gespräch“ mit allen politischen Parteien anlässlich der Nationalratswahl 2019. Geistlicher Assistent war von 2019 bis 2022 Dechant Johann Zarl. Von Bischof Alois Schwarz wurde die KA zur „Hüterin des Ehrenamts“ ernannt, wodurch weitere Aktionen und Impulse folgten.
Aktueller Präsident der Katholischen Aktion der Diözese St. Pölten ist Reinhard Länger. Er folgte Armin Haiderer nach, der von 2008 bis 2022 die Geschicke der KA prägte leitete. Unmittelbar nach der Amtsübergabe wurde ein Umstrukturierungsprozesses eingeleitet. Resultat war die Ausgliederung des KA nach über 74 Jahren aus der diözesan Verwaltung und die Umwandlung der KA St. Pölten in einen Verein.

### Italien
Die Azione Cattolica ist heute der wahrscheinlich aktivste Landesverband der Katholischen Aktion. Die Katholische Aktion war besonders gut für Italien geeignet, wo politische Aktionen der katholischen Partei nicht praktikabel waren, zunächst unter der antiklerikalen Politik im Königreich Italien von 1870 bis etwa 1910 und später unter dem faschistischen Regime, das unabhängige politische Parteien verbot. Der heutige Verein Azione Cattolica wurde 1867 von Mario Fani und Giovanni Acquaderni unter dem Namen Società della Gioventù Cattolica Italiana (Italienisch-Katholische Jugendgesellschaft) gegründet. Die Faschisten griffen seit 1929 die Gioventù Cattolica Italiana immer öfter und heftiger an, denn die Mussolini-Diktatur sah sie als lästige Konkurrenz für ihren eigenen Jugendverband, die Opera Nazionale Balilla. Schließlich verordnete Benito Mussolini am 29. Mai 1931 per Dekret die Auflösung der Katholischen Aktion. Darauf antwortete Papst Pius XI. mit der Enzyklika Non Abbiamo Bisogno vom 29. Juni 1931 (siehe oben), in der er die „heidnische Statolatrie“ (Staatsanbetung) anprangerte. Im September 1931 fanden der italienische Staat und die katholische Kirche einen Kompromiss. Die Katholische Aktion durfte sich in Italien – mit vielfachen Einschränkungen staatlicherseits – unter dem Namen Azione Cattolica als Verein in vier Abteilungen reorganisieren.

## Heilige und Selige
Es gibt zumindest drei Heilige bzw. Selige, die der Katholischen Aktion angehörten:
- Gianna Beretta Molla
- Odoardo Focherini
- Giuseppe Toniolo